# Leptodon corsicus
Leptodon corsicus là một loài Rêu trong họ Leptodontaceae. Loài này được Enroth, A. Sotiaux, D. Quandt & Vanderp. mô tả khoa học đầu tiên năm 2009.